# Directive territoriale d'aménagement
 (janvier 2013).
Améliorez-le ou discutez des points à vérifier. 
Pour les articles homonymes, voir DTA.
La directive territoriale d'aménagement (DTA) ou, après la loi Grenelle II du 12 juillet 2010, la directive territoriale d'aménagement et de développement durables (DTADD) est en France un document d'urbanisme de planification stratégique sur un échelon supra-régional, à moyen et long terme. 
Il permet à l'État, sur un territoire donné, de formuler des obligations ou un cadre particulier concernant l'environnement ou l'aménagement du territoire. Il est élaboré sous la responsabilité de l’État en association avec les collectivités territoriales et les groupements de communes concernés, puis approuvé par décret en Conseil d'État.

## Histoire

### Objectif
Les DTA (Ou DTADD), sont des documents qui expriment les objectifs et orientations de l’État sur des territoires présentant des enjeux nationaux notamment en termes d'aménagement et de développement durable. Le Conseil d’État, dans son audit de 1992 précise qu'ils doivent répondre à un triple objectif :
- Renforcer la cohérence et la coordination des différentes politiques nationales d’aménagement du territoire, tout en contrôlant l’action des collectivités territoriales en matière d’urbanisme. Elles répondent en effet à une volonté d’avoir une vision d’ensemble de la planification urbaine française, difficile à concilier avec le transfert des compétences d’urbanisme opéré par la loi de 1983, et qui réduit cette planification à une échelle plus locale.
- Remplacer, à terme, les schémas directeurs. En effet, ces derniers, introduits par la loi de 1967, fixaient les orientations stratégiques du territoire concerné et déterminaient, sur le long terme, la destination générale des sols.
- Préciser les dispositions des lois Littoral et Montagne. Les dispositions de ces lois sont générales et donc communes à tous les littoraux et massifs montagneux. Elles sont donc insuffisantes pour protéger des zones sensibles très différentes les unes des autres.

Le rapport précité conseillait aussi le principe de compatibilité limitée comme rapport de droit commun entre les documents d’urbanisme.

### Mise en place
Créées par la loi Pasqua du 4 février 1995 codifiées à l’article L111-1-1 du Code de l’urbanisme, les DTA ont vu leur régime juridique transformé par la loi Voynet du 25 juin 1999, puis par la Loi Solidarité et Renouvellement Urbains (SRU, 13 décembre 2000) et elles peuvent s'appliquer par exemple dans le cadre du schéma régional d'aménagement et de développement du territoire, sur terre ou sur le domaine public maritime. 
Mise en place du statut de DTADD
Les DTA deviennent des directives territoriales d'aménagement et de développement durables (DTADD) après la loi Grenelle II du 12 juillet 2010. La réforme de Grenelle 2 apporte principalement plusieurs éléments aux DTA :
- Un changement de périmètre via l’ajout dans son titre de la mention « développement durable ». Cette notion n’était pas présente sous l’égide du précédent système et symbolise la loi Grenelle 2 prônant un « verdissement du droit de l’urbanisme ». Concrètement cet ajout élargit le champ d’action des nouvelles DTADD dans des domaines listés de façon exhaustive à l'article L113-1 du Code de l'Urbanisme[2]. En revanche, les nouvelles DTADD ne peuvent plus venir préciser les lois Littoral et Montagne sur les parties du territoire ou elles sont applicables. De plus il faut que les territoires ou sont pris les DTADD présentent des enjeux nationaux dans les domaines fixés dans la liste de l’article L113-1 du code de l’urbanisme[2].
- Les DTADD pourront être substituées à aux DTA si l’on évalue que leur objectif initial n’est plus rempli. Une procédure de modification existait pour les DTA mais entra en vigueur en 2009 (soit un an avant la réforme et 15 ans après l’adoption initiale des DTA) pour les cas où la modification « ne porte pas atteinte à l’économie générale de la directive » article L111-1-1 du code de l’urbanisme 2010[3], ce qui explique que l’on classe cet élément dans les apports de la réforme car il ne trouva pas d’application pour les DTA. On choisira la procédure de modification s’il n’y a pas d’atteinte à l’économie générale de la directive (procédure prévue à l’article L113-5 du code de l’urbanisme[4]) ou la procédure de révision s’il y a une atteinte à l’économie générale de la directive (procédure prévue à l’article L113-6 du code de l’urbanisme[5]).
- Alors que préalablement les anciennes DTA pouvaient être prise à l’initiative de l’État « […] ou, le cas échéant, sur la demande d’une région, après consultation du conseil économique et social régional » (article L111-1-1 al2 du code de l’urbanisme édition 2009[6]). Les personnes publiques associées au projet sont plus nombreuses dans le but recherché de les impliquer de manière plus forte ; on retrouve la liste à l’article L113-2[7]. L’enquête publique est supprimée, seule subsiste une évaluation environnementale après laquelle « […] les directives territoriales d'aménagement et de développement durables sont approuvées par décret en Conseil d'État » article L113-3 du code de l’urbanisme[8].
- La principale différence entre les DTA et les DTADD se trouve dans la valeur juridique de la directive. Préalablement, elle disposait d’une valeur juridique et était opposables à d’autres documents d’urbanisme (PLU / SCOT / cartes communales). Pour que les DTADD obtiennent une valeur juridique il faut qu’elles soient rattachées à un autre document du droit de l’urbanisme : le projet d'intéret général[9].

## Régime juridique
Les directives territoriales d'aménagement (DTA) étaient définies à l'article L. 111-1-1 du code de l'urbanisme, qui précise les objectifs, les effets et les modalités d'élaboration de ces dispositifs. 

### Contenu
Depuis l'adoption de la loi Grenelle II (du 12 juillet 2010), à la suite du Grenelle Environnement, remplace (sans effet rétro-actif) les DTA par des directives territoriales d’aménagement et de développement durables (DTADD) pouvant décliner localement certains objectifs et orientations de l'État tels que :
- urbanisme et logement,
- transports et déplacements,
- communications numériques,
- développement économique et du commerce,
- culture,
- espaces publics
- espaces naturels,
- espaces agricoles et forestiers,
- sites et des paysages,
- cohérence des continuités écologiques,
- efficacité énergétique,
- émissions de gaz à effet de serre)

... si les territoires présentent des enjeux nationaux pour un ou plusieurs de ces domaines.
Ces objectifs et orientations de l'État sont insérés au sein de l'article L113-1 du Code de l'urbanisme.

### Procédure de création d'une DTADD
Au départ, l’initiative n’appartenait qu’à l’État et à lui seul. Mais la loi du 13 décembre 2000 dite loi SRU, habilite aussi les régions, par une demande du Conseil Régional, qui peuvent donc, après consultation du Conseil économique et social régional (CESER), demander la création d’une DTA. 
La procédure se fait « sous la responsabilité de l’État » en association avec les différentes collectivités territoriales (région, département, communautés urbaines, communautés d’agglomération, communautés de communes compétentes en matière de schéma de cohérence territoriale, et communes non intégrées dans une de ces collectivités, mais situées dans le périmètre de projet), qui peuvent émettre des avis sur le projet. Avis que les services déconcentrés de l’État ne sont pas tenus de respecter. 
L’article L111-1-1 ne précise pas davantage les modalités de cette association, qui est, en pratique, une véritable concertation avec les collectivités concernées. L'avis des collectivités et les établissements publics est réputé favorable sans réponse de leur part après trois mois. Les DTA sont tour à tour soumise à une mise à disposition du public pendant un mois, à enquête publique et sont finalement l’objet d’une évaluation environnementale. Les DTA sont adoptées par décret en Conseil d’État après avis du Comité interministériel d'aménagement et de développement du territoire (CIADT).

### Procédure de modification, révision
Les procédures de révision, modification et abrogation sont définies par d’une réponse ministérielle du 5 septembre 2006 qui précise que la procédure de révision est la même que celle d’élaboration. Le dernier alinéa de l’article L111-1-1 précise aussi que sont autorisées les modifications qui « ne portent pas atteinte à l’économie générale du document ». Ainsi, les DTADD peuvent être modifiées, par décret en Conseil d'État, après évaluation environnementale faite dans le respect de la section II du chapitre premier du titre II et après avis aux acteurs mentionnées par l’article L. 113-2, avec un avis réputé favorable sans réponse de leur part après trois mois.

### Opposabilité
Les DTA bénéficiaient d’une opposabilité directe à l’encontre des documents d’urbanismes, disposant d’une place prépondérante dans la hiérarchie des normes. Avec le Grenelle II, les DTADD ont perdu leur caractère d'opposabilité aux autres documents d'urbanisme (les documents d'urbanisme devaient antérieurement être compatibles avec les DTA qui les concernent). 
Les DTADD, système plus souple, ne sont pas opposables directement.
Les DTADD peuvent qualifier de projet d'intérêt général (PIG) « les projets de protection des espaces naturels, agricoles et forestiers ou des espaces soumis à des risques, les constructions, les travaux, les installations et les aménagements » nécessaires à leur mise en œuvre durant 12 ans après leur publication.
Elles bénéficieront d’une opposabilité indirecte via le projet d'intérêt général. Grâce à celui-ci, le préfet pourra veiller à ce que les DTADD s’imposent aux documents d’urbanisme (PLU, SCOT...).

## Liste des DTA
Vingt-deux DTA étaient envisagées au départ. Finalement, sept ont été retenues, parmi lesquelles six ont été approuvées par décret. Les sept directives territoriales d'aménagement retenues sont :
- la DTA des Alpes-Maritimes (décret no 2003-1169 du 2 décembre 2003) ;
- la DTA des bassins miniers nord-lorrains (décret no 2005-918 du 2 août 2005) ;
- la DTA de l'estuaire de la Seine (décret no 2006-834 du 10 juillet 2006).
- la DTA de l'estuaire de la Loire (décret no 2006-884 du 17 juillet 2006. Elle a été abrogée par le décret n° 2024-956 du 24 octobre 2024)[17] ;
- la DTA de l'aire métropolitaine lyonnaise (décret no 2007-45 du 9 janvier 2007) ;
- la DTA des Bouches-du-Rhône (décret no 2007-779 du 10 mai 2007) ;
- la DTADD des Alpes du Nord (décret d'approbation non paru[18])